# Китийская митрополия
Кити́йская митропо́лия (греч. Ιερά Μητρόπολη Κιτίου) — епархия Кипрской православной церкви с центром в городе Ларнака.

## История
Епархия названа по древнему городу Китион, на месте которого ныне расположена Ларнака. Китион был одним из первых городов на Кипре, куда пришло апостольское слово. Первым епископом Китийским считается Лазарь из Вифании.
После захвата Кипра крестоносцами Китийская епархия была вместе с некоторыми другими упразднена новыми правителями, а её территория была присоединена к Никосийской кафедре.
После завоевания Кипра турками в 1571 году, Китийская епископия была воссоздана и включала теперь в своих пределах исторические Китийскую, Аматундскую, Лимассольскую и Курийскую епископии. Кафедра находилась в городе Ларнака.
До середины XVIII века митрополия находилась в храме святого Иоанна Богослова, который одновременно был и кафедральным храмом. Около 1760 года занимавший тогда Китийскую кафедру Макарий I (ум. 1776), вероятно самый значительный Китийский митрополит в период османской оккупации, перенёс митрополию в храм Христа Спасителя, где остаётся и по сегодняшний день.
В трагические события 1821 года, когда начавшееся на Кипре национальное восстание было жестоко подавлено турками, митрополит Китийский Мелетий II (1810—1821) стал первым убитым священнослужителем и национальным мучеником.
После перехода Кипра под контроль англичан Митрополит Китийский Киприан (1868—1886) был первым который выставил в 1878 году новым властям вопрос о национальной реабилитации Кипра.
В 1973 году из Китийской митрополии была выделена Лемесская митрополия (с центром в Лимасоле), после чего Китийская митрополия ограничилась в границах древней Ларнаки.

## Епископы
- Косма Маврудис (1674—1676)
- Варнава (1676—1679)
- Иоанникий I Зограф (1679/1680 — 1 марта 1704)[3]
- Иоанникий II (1704—1709)
- Сильвестр (1709—1718)
- Дионисий (1718—1726)
- Иоанникий III (1727—1737)
- Макарий I (1737—1776)
- Мелетий I (1776—1797)
- Хрисанф (1797—1810)
- Мелетий II (1810—1821)
- Леонтий (18 декабря 1821 — январь/февраль 1837)
- Дамаскин (17 февраля 1837 — 1846)
- Мелетий III (Модинос) (1846—1864)[4]
- Варфоломей (1864—1866)
- Киприан (Икономидис) (22 мая 1868 — 10 декабря 1886)
- Хрисанф (Иоаннидис) (21 апреля 1889 — 28 августа 1890)
- Кирилл (Пападопулос) (5 апреля 1893 — 8 апреля 1909)
- Мелетий (Метаксакис) (4 апреля 1910 — 28 февраля 1918)
- Никодим (Милонас) (13 июня 1918 — 13 сентября 1937)
- Леонтий (Леонтиу) (сентябрь 1937 — 26 июля 1947) в/у, митр. Пафский
- Макарий (Мускос) (13 июня 1948 — 20 октября 1950)
- Анфим (Махериотис) (4 февраля 1951 — 14 июля 1973)
- Хризостом (Махериотис) (26 октября 1973 — 19 июня 2019)
- Нектарий (Спиру) (с 30 июля 2019)

## Монастыри
- Монастырь Ставровуни (мужской)
- Монастырь Святого Георгия Мавровуни (мужской)
- Монастырь святых Марины и Рафаила (женский)